# Willa Dom Doktora w Zakopanem
Willa „Dom Doktora” – willa w stylu zakopiańskim w Zakopanem przy ul. Stanisława Witkiewicza 19 zbudowana w 1898 według projektu Jana Koszczyca Witkiewicza. W 1910 willę kupił dr Wacław Kraszewski, lekarz i społecznik zakopiański. Jego wnuczka Magdalena Kraszewska prowadzi w willi galerię sztuki. Budynek został częściowo zniszczony przez pożar 31 października 2023. Galeria została otwarta po remoncie w lutym 2025.

## Historia willi

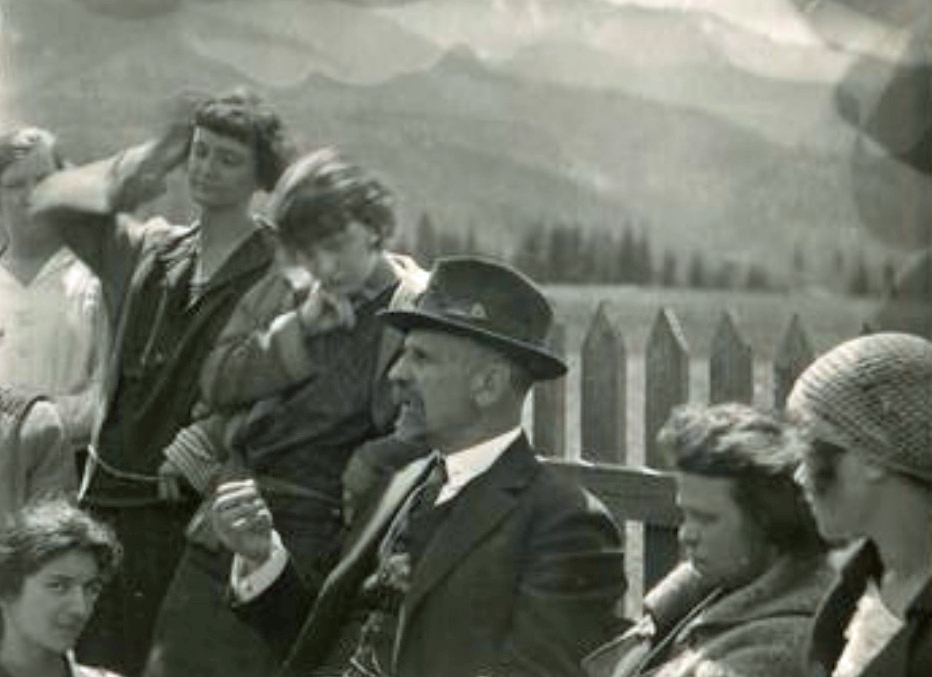
Dr Wacław Kraszewski, Zakopane (1925)

Willa została wzniesiona w 1898 (data na sosrębie), według projektu Jana Koszczyca Witkiewicza, reprezentuje styl zakopiański z okresu jego szczytowego rozwoju. Zachowała się do dzisiaj niemal w pierwotnej formie. Drewniany budynek został zbudowany na rzucie prostokąta, jest dwutraktowy, czteroosiowy, o trójdzielnym układzie w trakcie frontowym, z korytarzem. Kubatura budynku wynosi ok. 700 m³, a powierzchnia użytkowa ok. 170 m². Nieruchomość jest wpisana do rejestru zabytków Zakopanego.
Fundatorką willi była Justyna z Krzeptowskich Fedro, która w 1910 sprzedała ją Wacławowi Kraszewskiemu (1872–1931), zasłużonemu zakopiańskiemu lekarzowi i społecznikowi. Dr Kraszewski był pierwszym lekarzem Tatrzańskiego Ochotniczego Pogotowia Ratunkowego, finansował badanie jaskiń, zakładał różne stowarzyszenia. Jedną z jego inicjatyw, wspólnie ze Stefanem Żeromskim, była budowa schroniska młodzieżowego imienia księdza Stolarczyka.

## Galeria sztuki
Willa mieści galerię sztuki współczesnej, utworzoną w 1993 przez wnuczkę doktora i współwłaścicielkę willi Magdalenę Kraszewską – malarkę i absolwentkę warszawskiej Akademii Sztuk Pięknych. Galeria organizowała liczne artystyczne wystawy indywidualne i zbiorowe, a także prelekcje i koncerty. Willa była odniesieniem tekstów literackich. Częścią Galerii jest Muzeum Domowe, prezentujące pamiątki rodzinne czterech pokoleń rodziny Kraszewskich, a w tym narzędzia lekarskie z czasów dr Kraszewskiego. Początkowa nazwa „Galeria Sztuki Współczesnej” zmieniono w roku 2009 na „Dom Doktora” z inicjatywy Piotra Wojciechowskiego i jego żony Krystyny.
W 2020 Galeria „Dom Doktora” wydała tom korespondencji Wacława Kraszewskiego i jego żony Janiny w opracowaniu Marka Sołtysika i Jadwigi Nowak-Sołtysik.
Budynek został częściowo zniszczony przez pożar w dniu 31 października 2023 i był remontowany. Jedną z ostatnich wystaw przed pożarem była ekspozycja Formy Niewidzialnego Świata polsko-australijskiego geologa i znawcy meteorytów Marka Żbika w lipcu 2023.
Osiemdziesiąt dzieł ocalałych z pożaru trafiło na przechowanie do Muzeum Tatrzańskiego. W ciągu pierwszego miesiąca datki pieniężne złożyło ponad 400 osób. Odbudowę willi i wznowienie galerii wspierało środowisko artystyczne i literackie. W listopadzie 2024 dofinansowanie na odbudowę przyznało Ministerstwo Kultury i Dziedzictwa Narodowego. W lutym 2025 galeria została po remoncie  otwarta ponownie.
Magdalena Kraszewska otrzymała w 2024 złotą odznakę „Za opiekę nad zabytkami”.